# Molophilus forcipulus
Molophilus forcipulus är en tvåvingeart som först beskrevs av Osten Sacken 1869.  Molophilus forcipulus ingår i släktet Molophilus och familjen småharkrankar. Inga underarter finns listade i Catalogue of Life.